# Rafik Guitane
Rafik Guitane, né le 26 mai 1999 à Évreux (Eure). Il évolue au poste de milieu de terrain au GD Estoril-Praia.

## Biographie
Rafik Guitane naît à Évreux d'un père algérien et d'une mère marocaine,.

### Formation au Havre
Rafik Guitane rejoint le Le Havre AC en 2013 après avoir été membre de clubs de la région d'Évreux dans l'Eure, sa ville natale, tels que le ALM Évreux et l'Évreux FC 27. Après avoir évolué dans les équipes du Havre de jeunes, il signe pro à l'été 2016 avec le club havrais mais ne joue son premier match que le 19 septembre 2017 face au FC Sochaux-Montbéliard (victoire 1-0) après 6 mois en Ligue 2 avec 11 matchs, 1 but et 2 passes décisives, il signe au Stade rennais FC pour 8 M€ mais finit la saison 2017-2018 en prêt au Havre AC.

### Stade rennais FC
Sa première saison avec le club rennais est ponctuée d'une rupture du ligament croisé qui l'oblige à mettre fin à sa saison en octobre 2018. Pour la saison 2019-2020 il joue 4 matchs, dont son premier contre l'AS Monaco (défaite 3-2).

### CS Marítimo
Après une saison 2019-2020 en demi-teinte, il est prêté au CS Marítimo pour une saison. Une saison où Guitane a joué 26 matchs de championnat et 4 matchs de coupe pour une seule passe décisive.

### Stade de Reims
Le 30 août 2021, il est transféré au Stade de Reims puis prêté au CS Marítimo pour parfaire sa formation.

### En sélection nationale
Rafik Guitane a fait toutes les sélections de jeunes, des - 17 ans au - 20 ans pour un total de 33 sélections et 8 buts.
Le 8 mars 2024, la fédération algérienne de football annonce que Rafik Guitane a décidé de représenter l’Algérie.

## Statistiques

### En club
| Saison                | Club                  | Championnat           | Championnat | Championnat | Championnat | Coupe nationale | Coupe nationale | Coupe nationale | Coupe de la Ligue | Coupe de la Ligue | Coupe de la Ligue | Compétition(s) continentale(s) | Compétition(s) continentale(s) | Compétition(s) continentale(s) | Compétition(s) continentale(s) | Total | Total | Total |
| Saison                | Club                  | Division              | M.          | B.          | P.d.        | M.              | B.              | P.d.            | M.                | B.                | P.d.              | Comp.                          | M.                             | B.                             | P.d.                           | M.    | B.    | P.d.  |
| 2015-2016             | Le Havre AC rés.      | CFA 2                 | 2           | 0           | 0           | -               | -               | -               | -                 | -                 | -                 | -                              | -                              | -                              | -                              | 2     | 0     | 0     |
| 2016-2017             | Le Havre AC rés.      | CFA                   | 12          | 0           | 2           | -               | -               | -               | -                 | -                 | -                 | -                              | -                              | -                              | -                              | 12    | 0     | 2     |
| 2017-2018             | Le Havre AC rés.      | National 2            | 4           | 0           | 1           | -               | -               | -               | -                 | -                 | -                 | -                              | -                              | -                              | -                              | 4     | 0     | 1     |
| Sous-total            | Sous-total            | Sous-total            | 18          | 0           | 3           | -               | -               | -               | -                 | -                 | -                 | -                              | -                              | -                              | -                              | 18    | 0     | 3     |
| 2016-2017             | Le Havre AC           | Ligue 2               | -           | -           | -           | 1               | 1               | 0               | -                 | -                 | -                 | -                              | -                              | -                              | -                              | 1     | 1     | 0     |
| 2017-2018             | Le Havre AC           | Ligue 2               | 19          | 2           | 2           | -               | -               | -               | -                 | -                 | -                 | -                              | -                              | -                              | -                              | 19    | 2     | 2     |
| Sous-total            | Sous-total            | Sous-total            | 19          | 2           | 2           | 1               | 1               | 0               | -                 | -                 | -                 | -                              | -                              | -                              | -                              | 20    | 3     | 2     |
| 2018-2019             | Stade rennais FC      | Ligue 1               | 0           | 0           | 0           | -               | -               | -               | -                 | -                 | -                 | C3                             | 0                              | 0                              | 0                              | 0     | 0     | 0     |
| 2019-2020             | Stade rennais FC      | Ligue 1               | 2           | 0           | 0           | 0               | 0               | 0               | -                 | -                 | -                 | C3                             | 2                              | 0                              | 0                              | 4     | 0     | 0     |
| Sous-total            | Sous-total            | Sous-total            | 2           | 0           | 0           | 0               | 0               | 0               | -                 | -                 | -                 | -                              | 2                              | 0                              | 0                              | 4     | 0     | 0     |
| 2020-2021             | CS Marítimo (prêt)    | Liga NOS              | 26          | 0           | 1           | 4               | 0               | 0               | -                 | -                 | -                 | -                              | -                              | -                              | -                              | 30    | 0     | 1     |
| 2021-2022             | CS Marítimo (prêt)    | Liga NOS              | 29          | 4           | 2           | 1               | 1               | 0               | -                 | -                 | -                 | -                              | -                              | -                              | -                              | 30    | 5     | 2     |
| Sous-total            | Sous-total            | Sous-total            | 55          | 4           | 3           | 5               | 1               | 0               | -                 | -                 | -                 | -                              | -                              | -                              | -                              | 60    | 5     | 3     |
| 2022-2023             | Stade de Reims        | Ligue 1               | 1           | 0           | 0           | 2               | 1               | 2               | -                 | -                 | -                 | -                              | -                              | -                              | -                              | 3     | 1     | 2     |
| 2022-2023             | GD Estoril (prêt)     | Liga NOS              | 13          | 0           | 1           | -               | -               | -               | -                 | -                 | -                 | -                              | -                              | -                              | -                              | 13    | 0     | 1     |
| 2023-2024             | GD Estoril            | Liga NOS              | 33          | 5           | 3           | 5               | 2               | 0               | 3                 | 0                 | 1                 | -                              | -                              | -                              | -                              | 41    | 7     | 4     |
| 2024-2025             | GD Estoril            | Liga NOS              | 21          | 0           | 4           | -               | -               | -               | -                 | -                 | -                 | -                              | -                              | -                              | -                              | 21    | 0     | 4     |
| 2025-2026             | GD Estoril            | Liga NOS              | 2           | 1           | 0           | -               | -               | -               | -                 | -                 | -                 | -                              | -                              | -                              | -                              | 2     | 1     | 0     |
| Sous-total            | Sous-total            | Sous-total            | 69          | 6           | 8           | 5               | 2               | 0               | 3                 | 0                 | 1                 | -                              | -                              | -                              | -                              | 77    | 8     | 9     |
| 2024-2025             | SC Braga (prêt)       | Liga NOS              | 1           | 0           | 0           | 1               | 0               | 0               | -                 | -                 | -                 | C3                             | 1                              | 0                              | 0                              | 3     | 0     | 0     |
| Total sur la carrière | Total sur la carrière | Total sur la carrière | 175         | 13          | 16          | 14              | 5               | 2               | 3                 | 0                 | 1                 | -                              | 3                              | 0                              | 0                              | 195   | 18    | 19    |

## Palmarès

### Palmarès en club
| GD Estoril-Praia                         |
| ---------------------------------------- |
| - Coupe de la Ligue : - Finaliste : 2024 |

### Distinctions personnelles
- Élu meilleur joueur de la saison 2023-2024 du  GD Estoril-Praia [13]